# Song Seung-Tae
Song Seung-Tae, född den 3 januari 1972, är en sydkoreansk landhockeyspelare.
Han tog OS-silver i herrarnas landhockeyturnering i samband med de olympiska landhockeytävlingarna 2000 i Sydney.